# Rajna Kacarowa-Kukudowa
Rajna Kacarowa-Kukudowa (ur. 7 maja 1901 w Sofii, zm. 14 sierpnia 1984 tamże) – bułgarska etnomuzykolożka znana z prac nad edukacją muzyczną oraz związanymi z Bułgarią tańcami ludowymi, teatrem lalek i folklorem dziecięcym.

## Życiorys
W 1925 ukończyła studia w Akademii Muzycznej w Sofii, a w 1931 pobierała w Berlinie nauki u Ericha Moritza von Hornbostela i Roberta Lachmanna. W 1947 znalazła się w gronie założycieli Międzynarodowej Rada Muzyki Ludowej UNESCO. W latach 1952–1962 piastowała stanowisko dyrektorki instytutu muzykologii Bułgarskiej Akademii Nauk. Od 1965 była członkinią Societé Internationale d'Ethnologie et de Folklore.

## Wybrane prace
Opracowano na podstawie materiału źródłowego:
- 1951: Dances of Bulgaria
- 1958: Błogarskije narodnyje tancy
- 1960: Le manque de coïncidences entre la figure chorégraphique et la phrase mélodique
- 1960: L'ethnomusicologie et Bulgarie de 1954 à nos jours
- 1965: La classification des mélodies en Bulgarie